# Eudonia linealis
Eudonia linealis là một loài bướm đêm trong họ Crambidae.